# Parnarama
Parnarama este un oraș în unitatea federativă Maranhão (MA), Brazilia.